# Hapuseneb
Hapuseneb, hay Hepusoneb, là một Đại tư tế của Amun đã phục vụ dưới triều đại của nữ Pharaon Hatshepsut thuộc Vương triều thứ 18 trong lịch sử Ai Cập cổ đại.

## Gia đình
Hapuseneb là con trai của Đệ tam Tư tế của Amun Hapu và phu nhân Ahhotep. Tên của Ahhotep được nhắc đến trên một mảnh đá vôi được tìm thấy trong đền thờ của Pharaon Thutmose III tại Qurna; theo đó, Ahhotep vốn là một nàng hầu sống trong hậu cung.
Hapuseneb có một người anh em trai là Sa-Amun, một thư lại kiêm việc đóng ấn, được nhắc đến trên bức tượng của người cha Hapu; và một người chị em gái là Ahmose, được chứng thực tại đền thờ của Hapuseneb.
Vợ của Hapuseneb là Amenhotep, được biết đến thông qua một mảnh gốm tại đền thờ Hatshepsut ở Deir el-Bahari. Cả hai có với nhau 7 người con, gồm:
- 3 trai: Djehutjmes-machet, User-pechtj và Acheper-ka-ranefer (Đại tư tế tại đền thờ của Pharaon Thutmose II).
- 4 gái: Henut, Henutnefert (kỹ nữ của Amun), Senseneb (kỹ nữ của Amun), và Taemresefu (kỹ nữ của Amun). Senseneb lấy Đệ nhị Tư tế Puimre[4].

## Danh hiệu
Trong ngôi mộ TT67 tại Thebes của Hapuseneb, người ta tìm được tám con dấu hình nón khắc tên và những danh hiệu, chức vị của ông (5 trong số đó hiện đang được lưu giữ tại Bảo tàng Mỹ thuật Metropolitan). Những danh hiệu, chức vị mà Hapuseneb đã đảm nhận: "Đại tư tế của Amun, Bá tước, Tể tướng (?), Người quản khố của Vua Thượng và Hạ Ai Cập, Người tổng quản của các tư tế Thượng và Hạ Ai Cập, Người tổng quản các công trình của Vua".
Hapuseneb được cho là người đầu tiên mang danh hiệu "Người tổng quản của các tư tế Thượng và Hạ Ai Cập, Người tổng quản các công trình của Vua". Dựa vào danh hiệu cuối, có thể suy đoán rằng, Hapuseneb được giao trọng trách quản lý công việc xây dựng lăng mộ và đền thờ cho nữ vương Hatshepsut.

## Chứng thực
Ngoài ngôi mộ TT67 và đền thờ số 15 của Hapuseneb ở Gebel el-Silsila, ông còn được biết đến thông qua nhiều hiện vật và những bức phù điêu được tìm thấy ở đó. Những hiện vật đó gồm:
- 4 bức tượng của ông lần lượt mang số hiệu A134 (Bảo tàng Louvre), CG 648 (Bảo tàng Cairo), Bologna 1822 (Bảo tàng Khảo cổ học Bologna), JE 39392 (Bảo tàng Cairo).
- 1 bình canopic mang số hiệu Turin 3304 (Bảo tàng Museo Egizio).

Hapuseneb còn được biết đến thông qua bức tượng của Hapu (số hiệu Turin 3061), được Hapuseneb dâng tặng cha; tượng của người quản gia Amenemhab (CG 42112); và một đoạn văn tự khắc trên tường mộ TT51 của Đại tư tế Userhat.

## Hình ảnh

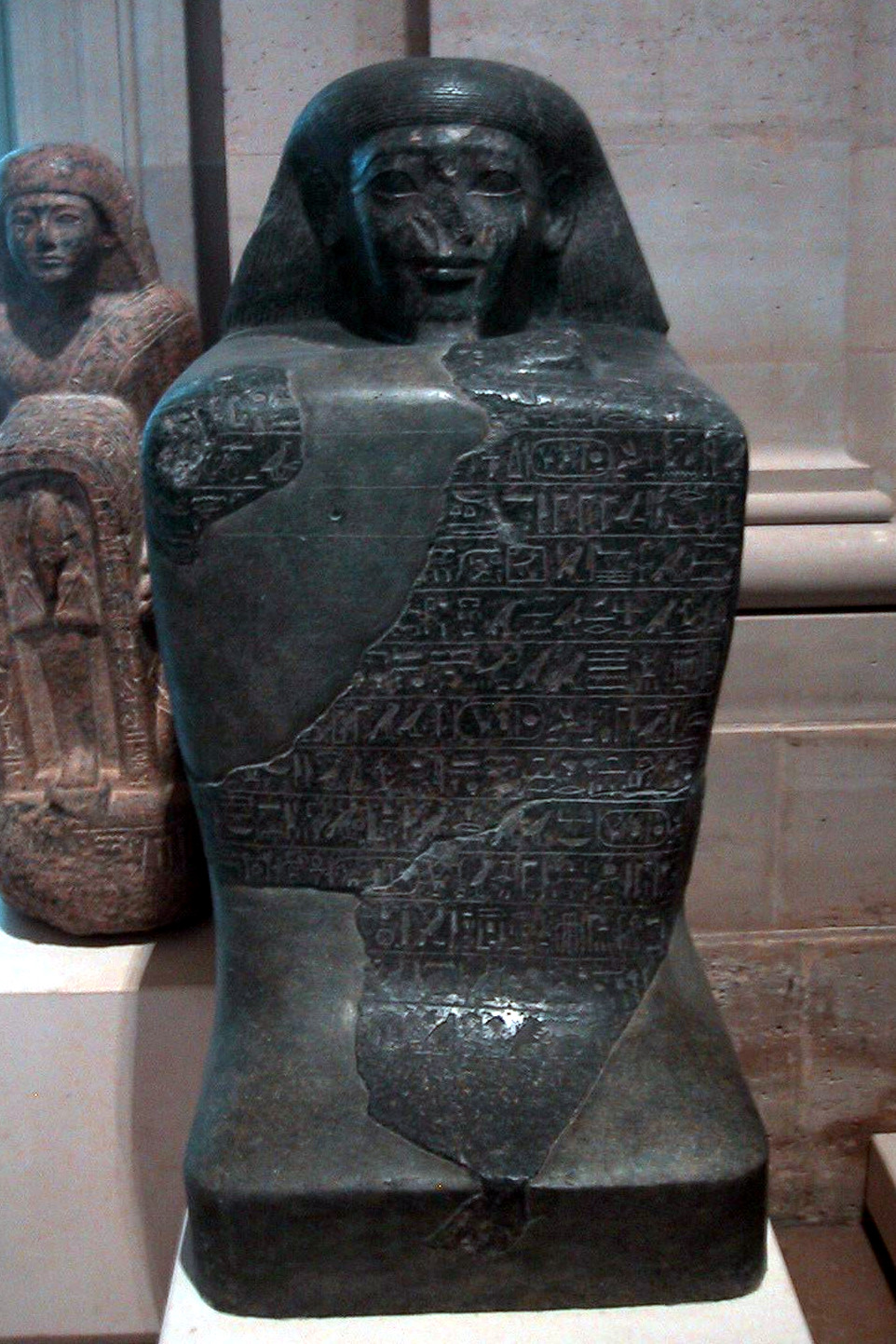
Tượng của Hapuseneb (Bảo tàng Louvre).
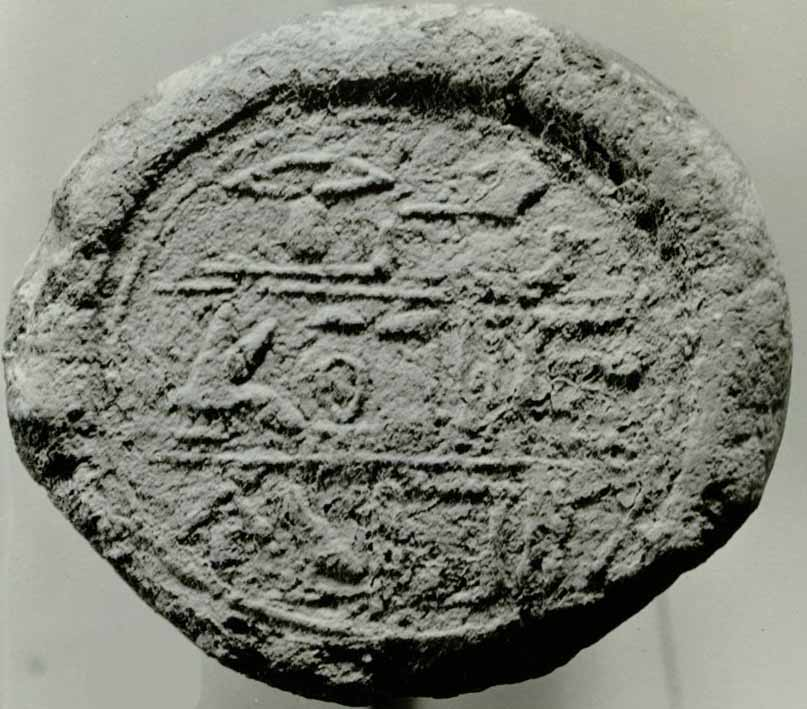
Con dấu hình nón của Hapuseneb (Bảo tàng Mỹ thuật Metropolitan).
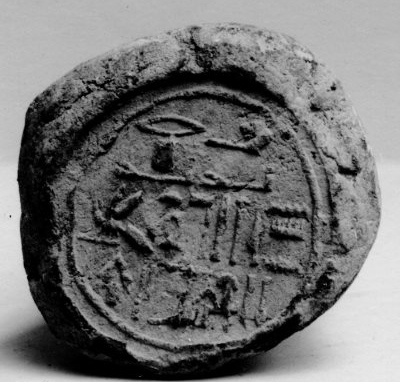
Con dấu hình nón của Hapuseneb (Bảo tàng Mỹ thuật Metropolitan).
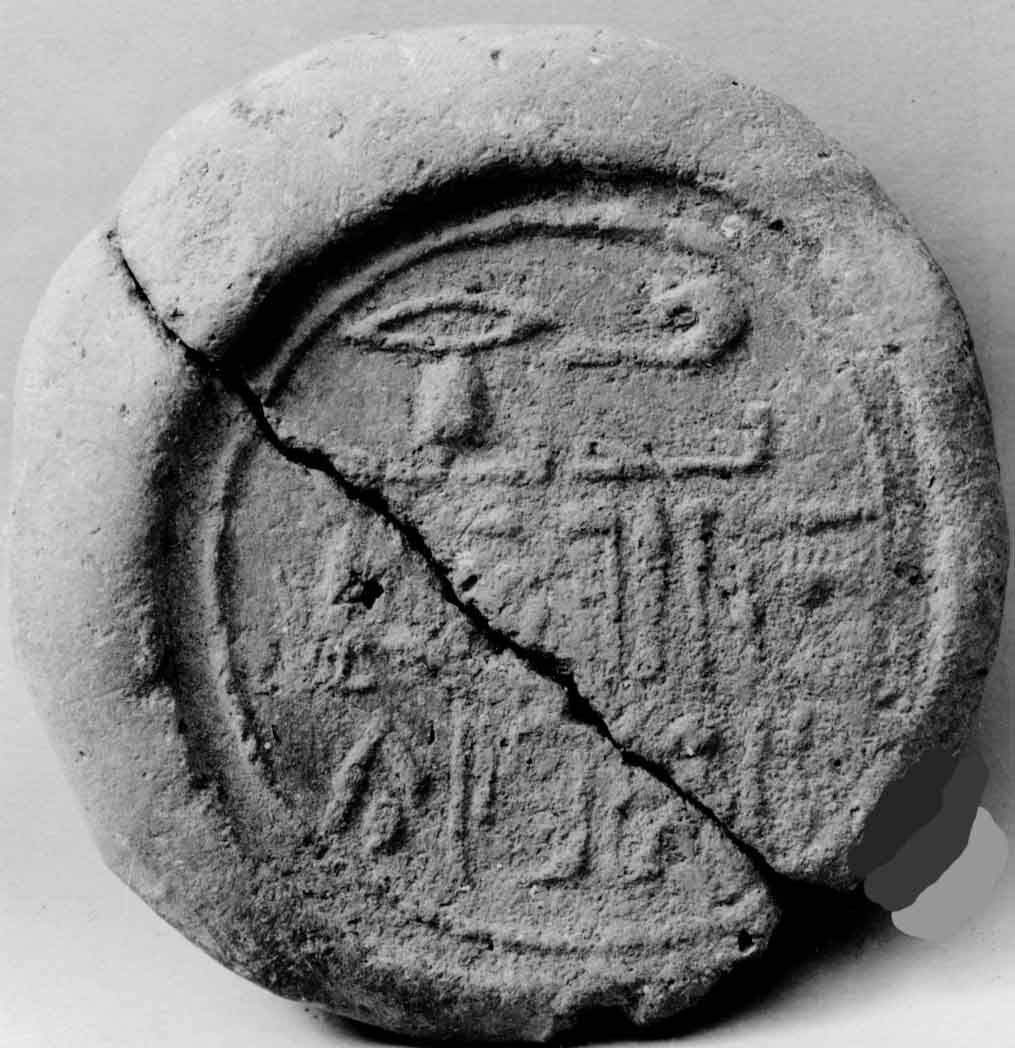
Con dấu hình nón của Hapuseneb (Bảo tàng Mỹ thuật Metropolitan).
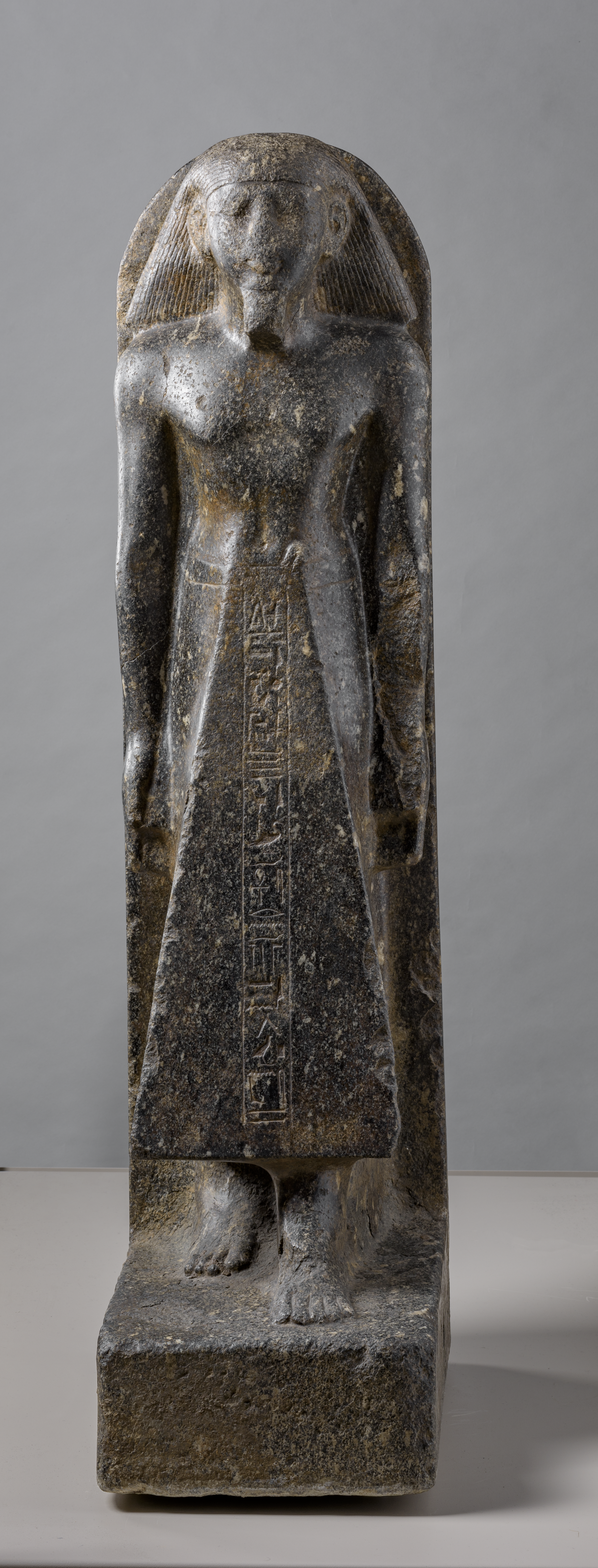
Tượng của tư tế Hapu, cha của Hapuseneb (Museo Egizio).